# Donald (Oregon)
Donald az Amerikai Egyesült Államok északnyugati részén, Oregon állam Marion megyéjében elhelyezkedő város, a salemi statisztikai körzet része. A 2020. évi népszámlálási adatok alapján 1009 lakosa van.

## Népesség
A 2010-es népszámláláskor a városnak 979 lakója, 347 háztartása és 281 családja volt. A népsűrűség 1341,1 fő/km2. A lakóegységek száma 372, sűrűségük 509,6 db/km2. A lakosok 88,3%-a fehér, 0,6%-a afroamerikai, 0,3%-a indián, 0,5%-a ázsiai, 0,3%-a a Csendes-óceáni szigetekről származik, 6,1%-a egyéb, 3,9%-a pedig kettő vagy több etnikumú. A spanyol vagy latino származásúak aránya 14,6% (   )
A háztartások 35,2%-ában élt 18 évnél fiatalabb. 64,3% házas, 10,1% egyedülálló nő, 6,6% egyedülálló férfi, 19% pedig nem család. 14,7% egyedül élt; 4,3%-uk 65 éves vagy idősebb. Egy háztartásban átlagosan 2,82 személy élt; a családok átlagmérete 3,06 fő.
A medián életkor 38,9 év volt. A város lakóinak 23,6%-a 18 évesnél fiatalabb, 8% 18 és 24 év közötti, 26,7%-uk 25 és 44 év közötti, 31,9%-uk 45 és 64 év közötti, 9,7%-uk pedig 65 éves vagy idősebb. A lakosok 50,2%-a férfi, 49,8%-a pedig nő.

## Oktatás
A város diákjai a North Marion Tankerület iskoláiban tanulnak.

## Fordítás
- Ez a szócikk részben vagy egészben  a   Donald, Oregon című angol Wikipédia-szócikk ezen változatának fordításán alapul.  Az eredeti cikk szerkesztőit annak laptörténete sorolja fel. Ez a jelzés csupán a megfogalmazás eredetét és a szerzői jogokat jelzi, nem szolgál a cikkben szereplő információk forrásmegjelöléseként.